# Піснячевський Дмитро Петрович
Дмитро Петрович Піснячевський (7 листопада 1903, село Гуменне Подільської губернії, тепер Вінницького району Вінницької області — 14 листопада 1968, Харків) — український радянський партійний і господарський діяч. Депутат Верховної Ради УРСР 4—7-го скликань. Заступник голови Президії Верховної Ради УРСР у 1955—1967 р. Кандидат у члени ЦК КПУ в 1954—1956 р. Член ЦК КПУ в 1956—1968 р.

## Біографія
Народився у родині сільського псаломщика. Трудову діяльність розпочав у 1918 році рахівником кооперативного товариства. У 1924 році очолював сільськогосподарську артіль в селі Гуменне.
У 1924—1927 р. — інструктор окружного комітету ЛКСМУ, секретар районного комітету ЛКСМУ, завідувач відділу пропаганди окружного комітету ЛКСМУ на Вінниччині.
Член ВКП(б) з 1927 року.
У 1927—1931 роках — студент Харківського сільськогосподарського інституту.
Після закінчення інституту, в 1931—1938 роках працював старшим науковим працівником Академії сільськогосподарських наук у Харкові, старшим агрономом Півненківської машинно-тракторної станції (МТС) Тростянецького району Харківської області. У 1938—1941 роках — завідувач (директор) Красноградської державної сортовипробувальної дільниці Харківської області.
З листопада 1941 року — в Червоній армії. Служив начальником польової хлібопекарні 196-ї стрілецької дивізії на Сталінградському, Ленінградському, Прибалтійському фронтах.
Після демобілізації, з 1946 року — завідувач відділу зернових і олійних культур, головний агроном Харківського обласного земельного відділу; заступник начальника Харківського обласного управління сільського господарства. У 1949—1951 роках — начальник Харківського обласного управління сільського господарства.
У лютому 1951 — вересні 1952 року — секретар Харківського обласного комітету КП(б)У.
У вересні 1952 — лютому 1953 року — секретар Ворошиловградського обласного комітету КПУ.
З квітня (затв.) 1953 до березня 1954 року — начальник Харківського обласного управління сільського господарства.
У березні 1954 — січні 1963 року — голова виконавчого комітету Харківської обласної ради депутатів трудящих. У січні 1963 — грудні 1964 року — голова виконавчого комітету Харківської сільської обласної ради депутатів трудящих. У грудні 1964 — 15 лютого 1968 року — голова виконавчого комітету Харківської обласної ради депутатів трудящих.
З лютого 1968 року — персональний пенсіонер.

## Звання
- старший лейтенант інтендантської служби

## Нагороди
- два ордени Леніна (26.02.1958, 22.03.1966)
- три ордени Трудового Червоного Прапора (1948; 1963;)
- орден Червоної Зірки (24.04.1944)
- медалі